# Lançados
Les lançados (littéralement « les expulsés »), aussi connus sous le nom « tangomãos » étaient des colons portugais qui se sont consacrés au commerce de la côte ouest-africaine en particulier, aux XVe et XVIe siècles. Le terme « tangomão » était principalement associé à la traite des esclaves.
Parmi ces émigrés figurent des individus en délicatesse avec la justice mais aussi des personnes de confession juive refusant de se convertir au catholicisme, fuyant l'Inquisition portugaise.
Plutôt actifs dans les zones côtières en Afrique ou en Asie, ils sont parfois allés assez loin dans l'intérieur des terres, par exemple au Bambouk.
Les Lançados jouèrent les intermédiaires entre les négriers occidentaux et les négriers africains à partir du dernier tiers du XVIe siècle en Gambie et au Liberia. D'autres lançados s'étaient établis dans le royaume du Dahomey. Au XIXe siècle, leur rôle en tant qu'intermédiaires et producteurs d'esclaves y était très important, surtout lorsque Francisco Felix da Souza obtint du roi Ghézo, en 1818, la charge de « Chacha » (responsable du commerce pour le royaume du Dahomey).